# Aschiana
Afghanistan's Children - A New Approach (ASCHIANA) (persa: اشیانه Ašiyānā, que significa "el niu") és una organització no governamental de l'Afganistan, que ha proporcionat serveis, suport i programes de treball a nens del carrer i les seves famílies des del 1995. ASCHIANA acull 4.500 estudiants a l'Afganistan a través de centres a Kabul, Mazar-i-Sharif, Herat i Parwan. ASCHIANA té quatre centres a Kabul: dos centres d'educació bàsica, un centre per a l'educació accelerada de nenes i un refugi d'emergència per a nens fugitius (amb guarderia i educació bàsica). ASCHIANA també proporciona educació bàsica als desplaçats interns i els refugiats retornats a través de cinc àrees d'extensió a Kabul.